# Călin Peter Netzer

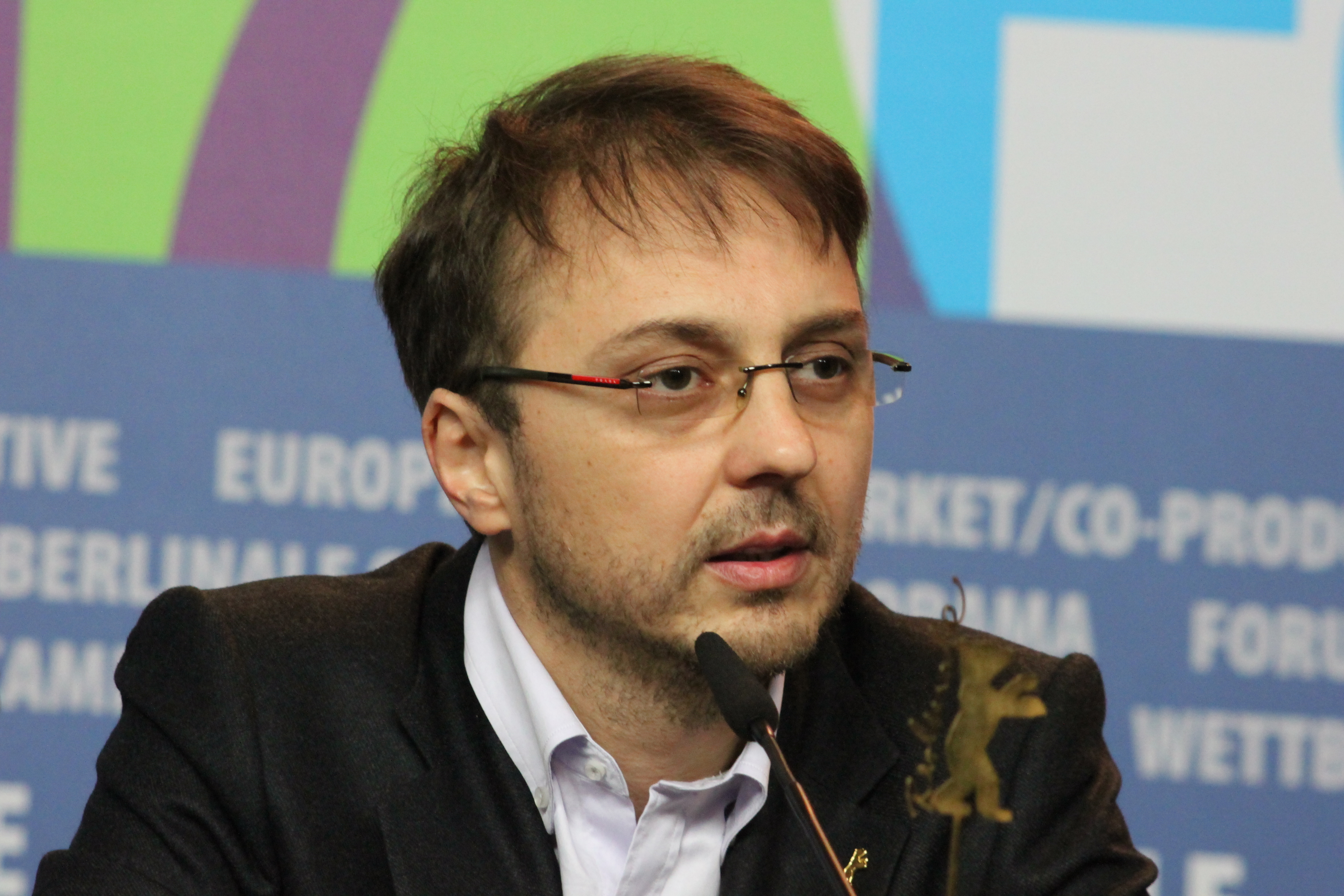
Călin Peter Netzer im Februar 2013 bei der 63. Berlinale

Călin Peter Netzer (* 1. Mai 1975 in Petroșani) ist ein rumänischer Filmregisseur. Sein Film Mutter & Sohn wurde 2013 auf den Internationalen Filmfestspielen Berlin mit dem Goldenen Bären ausgezeichnet.

## Leben
Călin Peter Netzer wurde 1975 in der rumänischen Stadt Petroșani geboren. Im Alter von acht Jahren siedelte er mit seiner Familie nach Deutschland aus. Nach dem Schulabschluss kehrte Netzer in seine Heimat zurück und studierte von 1994 bis 1999 Filmregie an der Universität der Theater- und Filmkunst in Bukarest. Nach dem Studium konzentrierte er sich zunächst auf den Kurzfilm. 2003 gab er mit Maria schließlich sein Spielfilmdebüt. Auf dem Filmfestival von Locarno wurde der Film mit dem Spezialpreis der Jury und drei weiteren Preisen ausgezeichnet.
Sein Familiendrama Mutter & Sohn (englischsprachiger Festivaltitel: Child’s Pose) erhielt 2013 den Goldenen Bären der 63. Berlinale. Der Film handelt von einer von Eigenliebe besessenen Mutter aus der rumänischen Oberschicht (dargestellt von Luminiţa Gheorghiu), die um ihren verlorenen Sohn (Bogdan Dumitrache) kämpft, der versehentlich einen kleinen Jungen mit dem Auto überfahren hat.
Für das Beziehungsdrama Ana, mon amour erhielt Netzer 2017 erneut eine Einladung in den Wettbewerb der 67. Internationalen Filmfestspiele Berlin. Die Liebe der Studenten Ana und Toma wird durch die psychische Erkrankung Anas auf eine harte Probe gestellt.

## Filmografie (Auswahl)
- 1994: Rag Ball (Mingea de cârpă, Kurzfilm)
- 1995: Dry Eyes (Ochi uscați, Kurzfilm)
- 1996: Hot Line (Kurzfilm)
- 1997: Maria (Kurzfilm)
- 1998: The Snow of the Lambs (Zăpada mieilor, Kurzfilm)
- 2003: Maria
- 2009: Ehrenmedaille (Medalia de onoare)
- 2013: Mutter & Sohn (Poziția Copilului)
- 2017: Ana, mon amour